# Smithsonidrilus assimilis
Smithsonidrilus assimilis är en ringmaskart som först beskrevs av Erséus 1990.  Smithsonidrilus assimilis ingår i släktet Smithsonidrilus och familjen glattmaskar. Inga underarter finns listade i Catalogue of Life.